# كيمن
الكَيامِن والمفرد الكَيمَن هي من القاطوريات التمساحيات في ضمن الفصيلة الفرعية (الكيامن)، وتسكن الكيامن أمريكا الوسطى وأمريكا الجنوبية. وهذه التماسيح صغيرة نسبيًا، وفي الغالب يصل طولها لبضعة أمتار، وهناك بعض الأنواع كالتمساح الأمريكي الاستوائي الأسود، يمكن أن يتجاوز طولها 4 أمتار (13 قدمًا).

## التصنيف
- جنس الكيمن
  - Caiman venezuelensis†[2]
  - كيمن ياكار, Caiman yacare
  - كيمن ذو النظارة, Caiman crocodilus 
    - Rio Apaporis caiman, C. c. apaporiensis 
    - Brown caiman, C. c. fuscus

  - كيامن (منقرض)
  - كيمن واسع الخطم, Caiman latirostris